# Kākū Zakarīā
Kākū Zakarīā (persiska: كاكو زَكَريا, كاكو زَكريان, كاكو ذَكَريّا, كاكوس كاری, کاکو زکريا) är en ort i Iran.   Den ligger i provinsen Kurdistan, i den nordvästra delen av landet, 400 km väster om huvudstaden Teheran. Kākū Zakarīā ligger 1 738 meter över havet och antalet invånare är 155.
Terrängen runt Kākū Zakarīā är kuperad. Runt Kākū Zakarīā är det ganska tätbefolkat, med 60 invånare per kvadratkilometer. Närmaste större samhälle är Jannatbū, 14,0 km sydost om Kākū Zakarīā. Trakten runt Kākū Zakarīā består i huvudsak av gräsmarker.